# Enrique Arriagada Saldías
Enrique Arriagada Saldías (Temuco, 1 de febrero de 1904-?) fue un abogado y político chileno, miembro del Partido Socialista (PS). Se desempeñó como ministro de Justicia y ministro de Tierras y Colonización de su país, durante el gobierno del presidente radical Juan Antonio Ríos.

## Familia y estudios
Nació en la ciudad chilena de Temuco el 1 de febrero de 1904, hijo de Vicente Arriagada y Mercedes Saldías. Realizó sus estudios secundarios en el Instituto Nacional y los superiores en el Instituto Pedagógico y en la Escuela de Derecho de la Universidad de Chile. Juró como abogado en 1922 y obtuvo el título de profesor de Estado de castellano en 1924.
Se casó con Gullermina Kehl, con quien tuvo un hijo, Franklin Enrique.

## Carrera política
Miembro del Partido Socialista (PS) desde 1938, se unió a Marmaduke Grove cuando este se escindió del partido y creó el Partido Socialista Auténtico (PSA).
Bajo el gobierno del presidente radical Juan Antonio Ríos, fue nombrado como ministro de Tierras y Colonización, ejerciendo el cargo entre el 21 de octubre de 1942 y el 4 de febrero de 1943. Simultáneamente, entre el 21 de octubre y el 19 de diciembre de 1942, asumió como ministro de Obras Públicas y Vías de Comunicación, en calidad de suplente. Retornó al gabinete el 14 de mayo de 1945, siendo nombrado como ministro de Justicia, función que ejerció hasta el 30 de enero de 1946. A continuación, fue consejero del Instituto de Crédito Industrial, y actuó como presidente y luego vicepresidente de la comisión de reforma del Código Penal.
Posteriormente, participó en congresos y centros filosóficos en Chile, Buenos Aires, Río de Janeiro y Montevideo.